# Cratere Carvalho
Carvalho è un cratere sulla  superficie di Mercurio.
Il nome, adottato dall'Unione Astronomica Internazionale il 13 agosto 2024, onora la musicista brasiliana Beth Carvalho.